# 丑擬牛眼鯛
丑擬牛眼鯛為輻鰭魚綱鱸形目鱸亞目鯛科的其中一種，分布於東南大西洋的南非納塔爾海域，棲息深度5-30公尺，體長可達40公分，棲息在沿海海域，屬雜食性，以螃蟹、蠕蟲、海草等為食，可做為食用魚。